# Спейтстаун
Спейтстаун (на английски: Speightstown) е вторият по големина град в Барбадос. Разположен е на брега на Карибско море, на 15 km северно от Бриджтаун. Основан е през 1630 и е наречен на Уилям Спейт, собственик на земите, върху които е построен. Населението му е около 3500 души (1990).
В Спейтстаун умира актрисата Клодет Колбер (1903 – 1996).